# Zasady rajdowych mistrzostw świata
To hasło opisuje zasady samochodowych rajdowych mistrzostwa świata (World Rally Championship – WRC)

## Wprowadzenie
Przygotowania do sezonu WRC rozpoczynają się na długo przed pierwszym rajdem. Fédération Internationale de l’Automobile, która jest odpowiedzialna za organizację całego cyklu zaraz po zakończeniu sezonu zatwierdza kalendarz kolejnego sezonu. Zawarte są w nim wszystkie trasy oraz odcinki specjalne, wszystko co najważniejsze w serii 16 rajdów WRC na całym świecie od Rajdu Australii po Rajd Meksyku.
Każdy rajd trwa tydzień, mimo iż zawodnicy ścigają się tylko przez ostatnie trzy dni. Trzy pierwsze dni przeznaczone są na przejazdy próbne, na których zawodnicy zbierają informacje dotyczące poszczególnych odcinków specjalnych. Kolejny, czwarty dzień, przeznaczany jest na ustawienie techniczne pojazdu, natomiast trzy ostatnie to już sam rajd, podzielony na trzy części (etapy). Cały rajd składa się najczęściej z ok. 15 do 25 odcinków specjalnych.
Każdy zespół fabryczny zabiera ze sobą dwa bądź trzy samochody, w zależności od liczby kierowców reprezentujących drużynę. Pojawiają się na miejscu rajdu nawet tydzień przed rozpoczęciem rajdu, aby wszystko dobrze przygotować. Na pierwszy odcinek specjalny zawsze jako pierwszy wyjeżdża kierowca prowadzący w klasyfikacji generalnej. Warto napomnieć, że w rajdzie startuje często ponad 90 samochodów, jednak tylko kilkanaście z nich reprezentuje zespoły fabryczne – inne to wozy drużyn startujących w młodzieżowych mistrzostwach świata, mistrzostwach samochodów produkcyjnych, ścigają się również samochody prywatne.

## Przygotowanie
Przygotowanie (po angielsku: recce) to zapoznawanie się kierowcy i jego pilota z odcinkami specjalnymi. Przejeżdżają samochodem trasę przez dni poprzedzające rajd. Właśnie tutaj pilot robi swoje zapiski, które pomocne będą w "dyktowaniu" kierowcy szczegółów trasy np. zakrętów, kamieni na poboczu itp.

## Odcinki specjalne
Odcinki specjalne (ang. special stages, SS) są esencją całego rajdu. Właśnie na nich kierowca wraz z pilotem mają za zadanie pokonać trasę (liczącą od 5 do 60 kilometrów) w jak najkrótszym czasie. Odcinek odbywa się na drogach publicznych, które zostają wówczas zamknięte dla ruchu, bądź na prywatnych. Meta i start dwóch kolejnych odcinków specjalnych niemal nigdy nie leżą blisko siebie, co powoduje, iż na start kolejnego trzeba dojechać tak zwanym odcinkiem dojazdowym, na którym kierowców WRC obowiązują wszystkie przepisy drogowe, gdyż te drogi są otwarte dla ruchu. Oczywiście zawodnik ma określony czas na przejazd między startami dwóch kolejnych OS-ów. Każdego spośród trzech dni rajdu zawodnik przejeżdża ok. 400 km, z czego tylko 1/3 na właściwych OS-ach. Na odcinku specjalnym czas liczony jest z dokładnością do 1/10 sekundy.

## Mierzenie czasu
W rajdowych mistrzostwach świata zawodnicy nie startują wszyscy razem, lecz każdy po kolei. Pomiędzy zawodnikami zachowane są jedno- bądź dwuminutowe przerwy, w zależności od długości odcinka, żeby zawodnicy nie spotykali się zbyt często. I zasada ta się sprawdza, bo tylko wypadek lub wyjątkowo słaba jazda prowadzi do tego, że jeden kierowca wyprzedza drugiego na trasie. Zwycięzcą całego rajdu jest ten, który osiągnie najniższą łączną sumę czasów ze wszystkich odcinków specjalnych.

## Punkty
Rezultaty osiągane we wszystkich rajdach WRC tworzą dwie oficjalne klasyfikacje: kierowców oraz producentów. Najlepsi z każdej kategorii zostają mistrzami świata. Punkty otrzymuje się w zależności od zajętej pozycji w rajdzie, odpowiednio: 25 za miejsce pierwsze, 18 za drugie, 15 za trzecie, 12 za czwarte, 10 za piąte, 8 za szóste, 6 za siódme, 4 za ósme, 2 za dziewiąte i 1 za dziesiąte. W klasyfikacji producentów liczy się punkty dwóch wyznaczonych zawodników do rajdu. Od 2011 w niektórych rajdach jest dodatkowy etap, zwany Power Stage, w którym do zdobycia jest odpowiednio za pierwsze, drugie, trzecie, czwarte i piąte miejsce 5, 4 ,3, 2 i 1 pkt (do 2017 punktowano trzy pierwsze miejsca).

## Kontrola czasu
Ze względu na dużą liczbę odcinków kierowcy WRC powinni ściśle trzymać się odgórnie wyznaczonego harmonogramu. Można otrzymać karę za spóźnienie lub za falstart, także za zbyt późny przyjazd do parku serwisowego. Takie opóźnienie karane jest zwykle 10 sekundami za każdą minutę spóźnienia, a kara jest dodawana do końcowego wyniku zawodnika. Kierowca może być także zdyskwalifikowany, jeśli spóźni się ponad 30 minut na start OS-u lub 60 minut na start całego rajdu.

## Parki serwisowe
Po każdym etapie samochody zjeżdżają do specjalnie przygotowanego parku serwisowego. Tam technicy i mechanicy mają 20 minut na dokonanie poprawek i usunięcie wszelkich usterek w samochodzie. Po zakończeniu dnia, naprawy mogą trwać dłużej – do 45 minut. Potem samochody są zamykane w parku zamkniętym, skąd mogą zostać zabrane dopiero rano przed startem do kolejnego etapu. Za zbyt długie prowadzenie napraw na zawodników nakładane są kary czasowe. 
W razie wypadku na trasie, który uniemożliwia dalsze uczestnictwo w rajdzie, samochód może następnego dnia dalej rywalizować w rajdzie dzięki systemowi SupeRally.